# Knoxville (Arkansas)
Knoxville é uma cidade localizada no estado americano de Arkansas, no Condado de Johnson.

## Demografia
Segundo o censo americano de 2000, a sua população era de 511 habitantes.
Em 2006, foi estimada uma população de 632, um aumento de 121 (23.7%).

## Geografia
De acordo com o United States Census Bureau, a localidade tem uma área de 5,7 km², sem área coberta por água. Knoxville localiza-se a aproximadamente 120 m acima do nível do mar.

## Localidades na vizinhança
O diagrama seguinte representa as localidades num raio de 24 km ao redor de Knoxville.